# 16452 Ґолдфінґер
16452 Ґолдфінґер (16452 Goldfinger) — астероїд головного поясу, відкритий 28 вересня 1989 року.
Тіссеранів параметр щодо Юпітера — 3,506.